# 1928 în artă
← 1925 în artă — 1926 în artă — 1927 în artă ——  1928 în artă  —— 1929 în artă — 1930 în artă — 1931 în artă →
1928 în artă implică o serie de evenimente:

## Evenimente

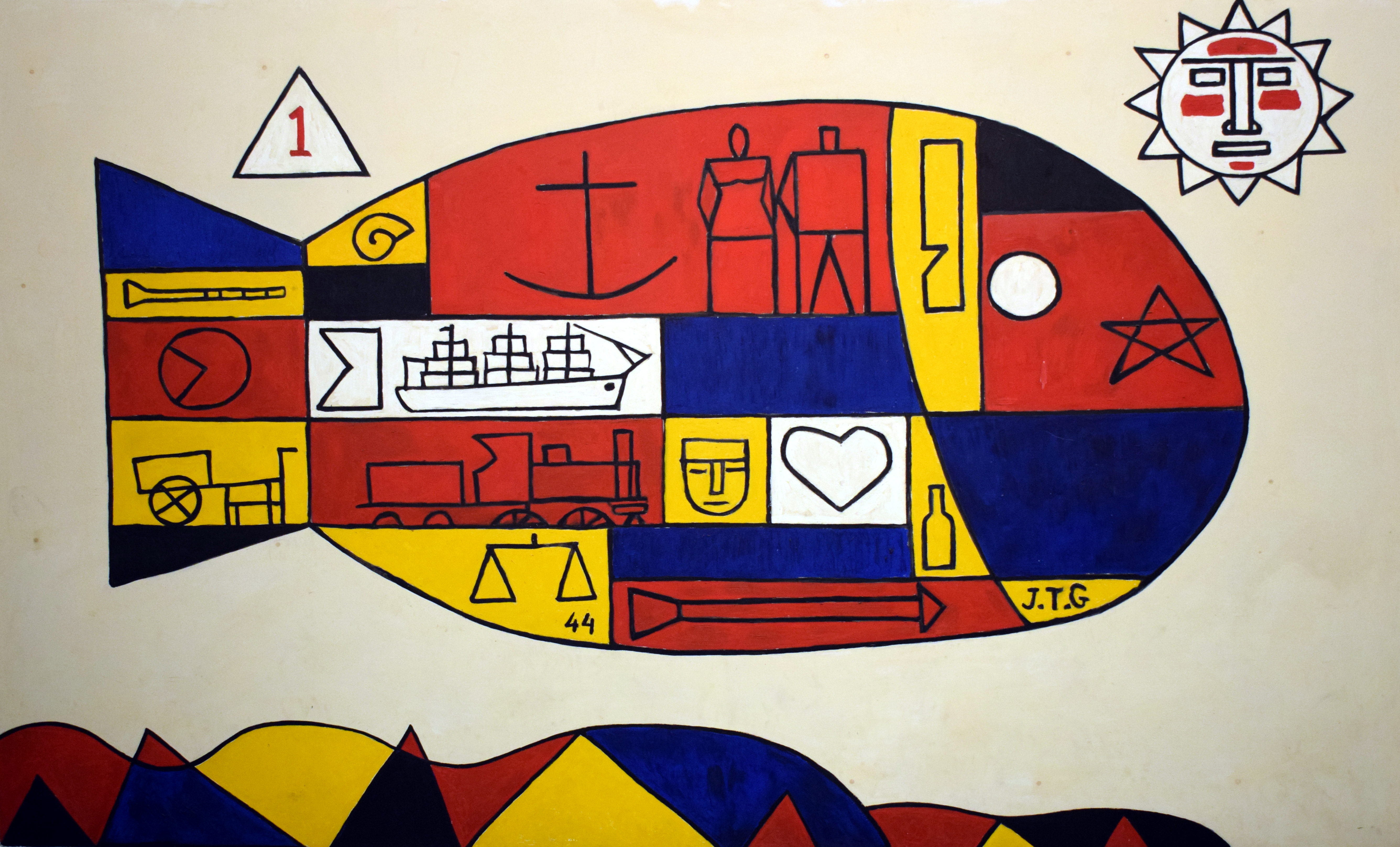
1928 — Peștele (lucrare distrusă în1978) — Joaquín Torres García (1874 - 1949), proeminent artist plastic, teoretician al artei, autor uruguayano - spaniol, renumit pentru impactul său internațional asupra artei moderne.

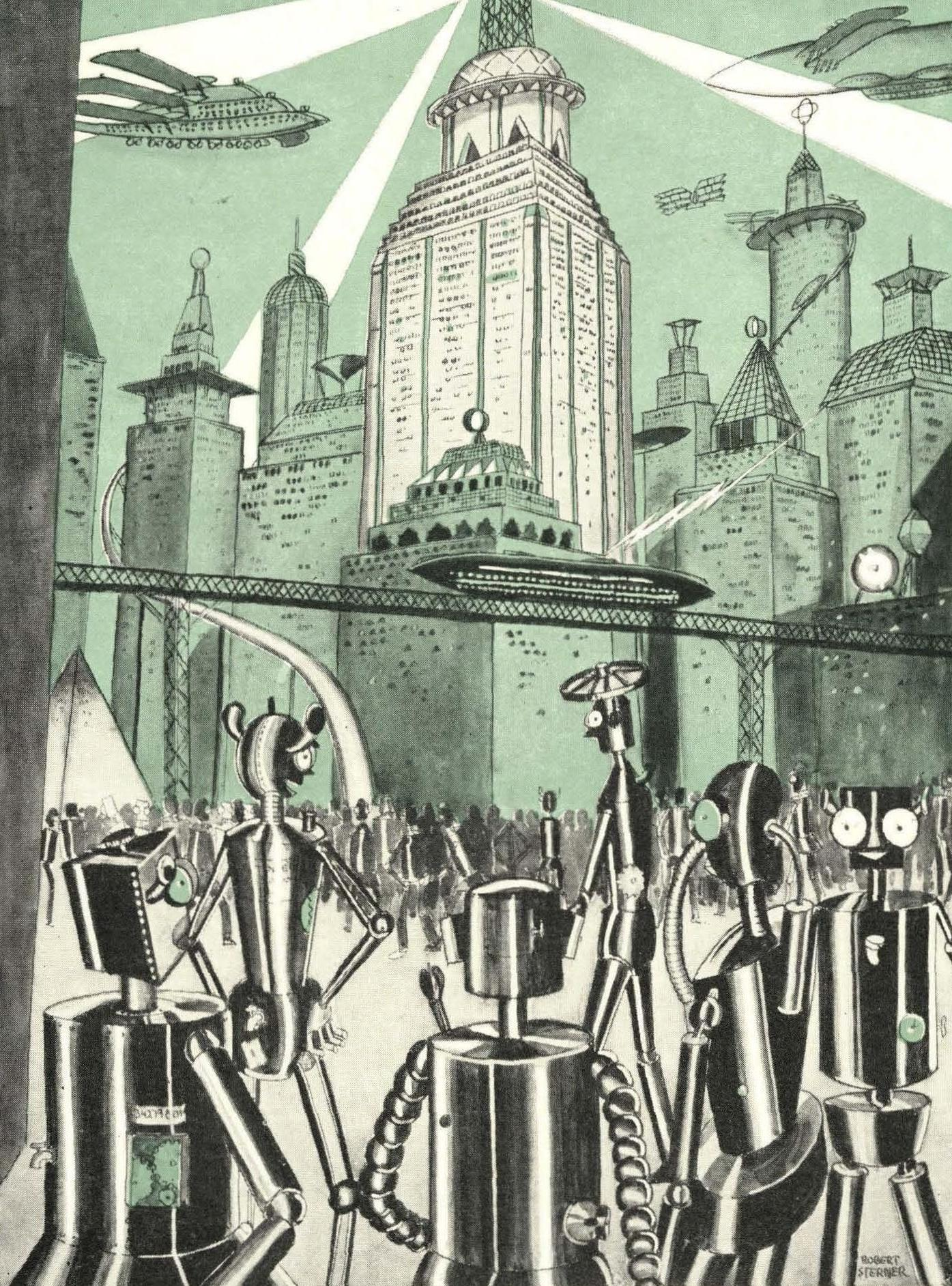
1928 — The Big T (Marele T), lucrare din albumul anual al colectivului de studenți Associated Students of the California Institute of Technology (ASCIT) din institutul de învățământ superior California Institute of Technology

### Alte evenimente artistice oriunde
- 2 martie
- 8 mai –

 Fără date precise 

## Nașteri

### Ianuarie - iunie
- 1 ianuarie –
- 23 ianuarie –
- 3 martie –
- 28 martie –
- 24 aprilie –
- 7 mai –
- 22 iunie –

### Iulie - decembrie
- 3 iulie –
- 25 iulie –
- 1 august –
- 3 septembrie –
- 3 octombrie –
- 6 octombrie –

## Decese
- 23 ianuarie –
- 19 februarie –
- 16 martie –
- 15 mai –

## Galerie (lucrări din 1928)

Lucrări reprezentative
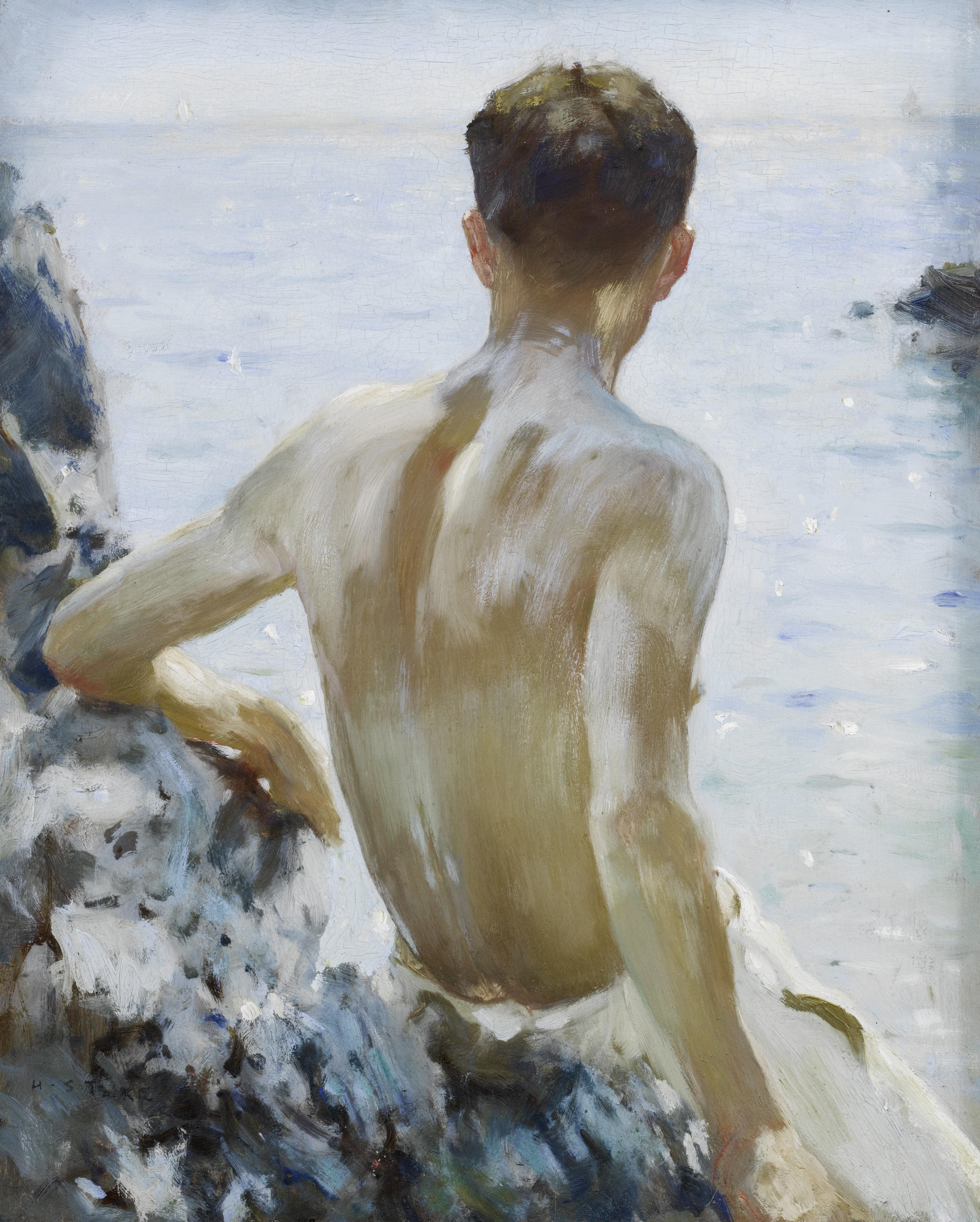
1928 – Henry Scott Tuke - Studiu la plajă (în germană Beach Study)
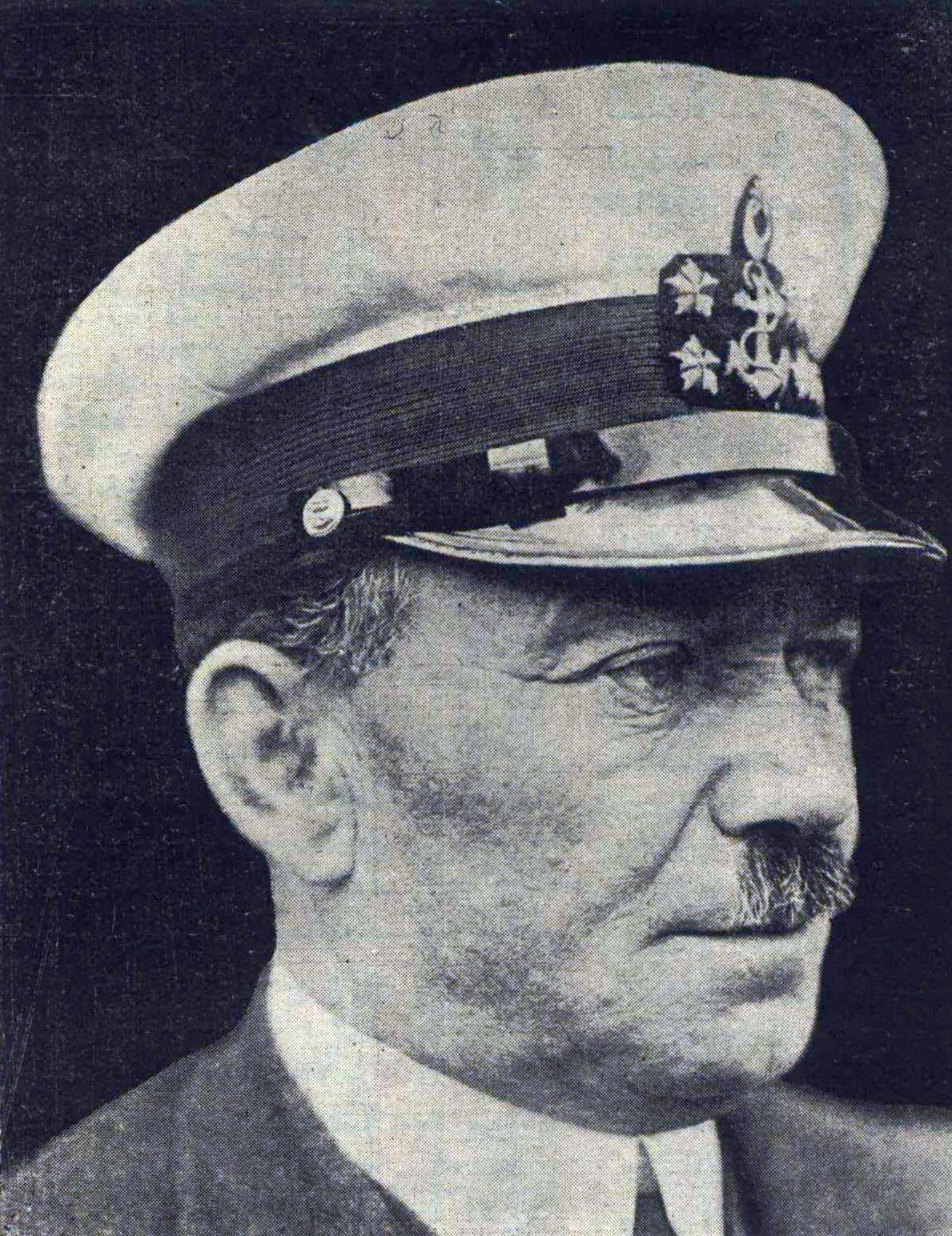
1928 – Ihsan Bey, ministrul Marinei, prezentat în revista Servet-i Fünun din 9 februarie 1928
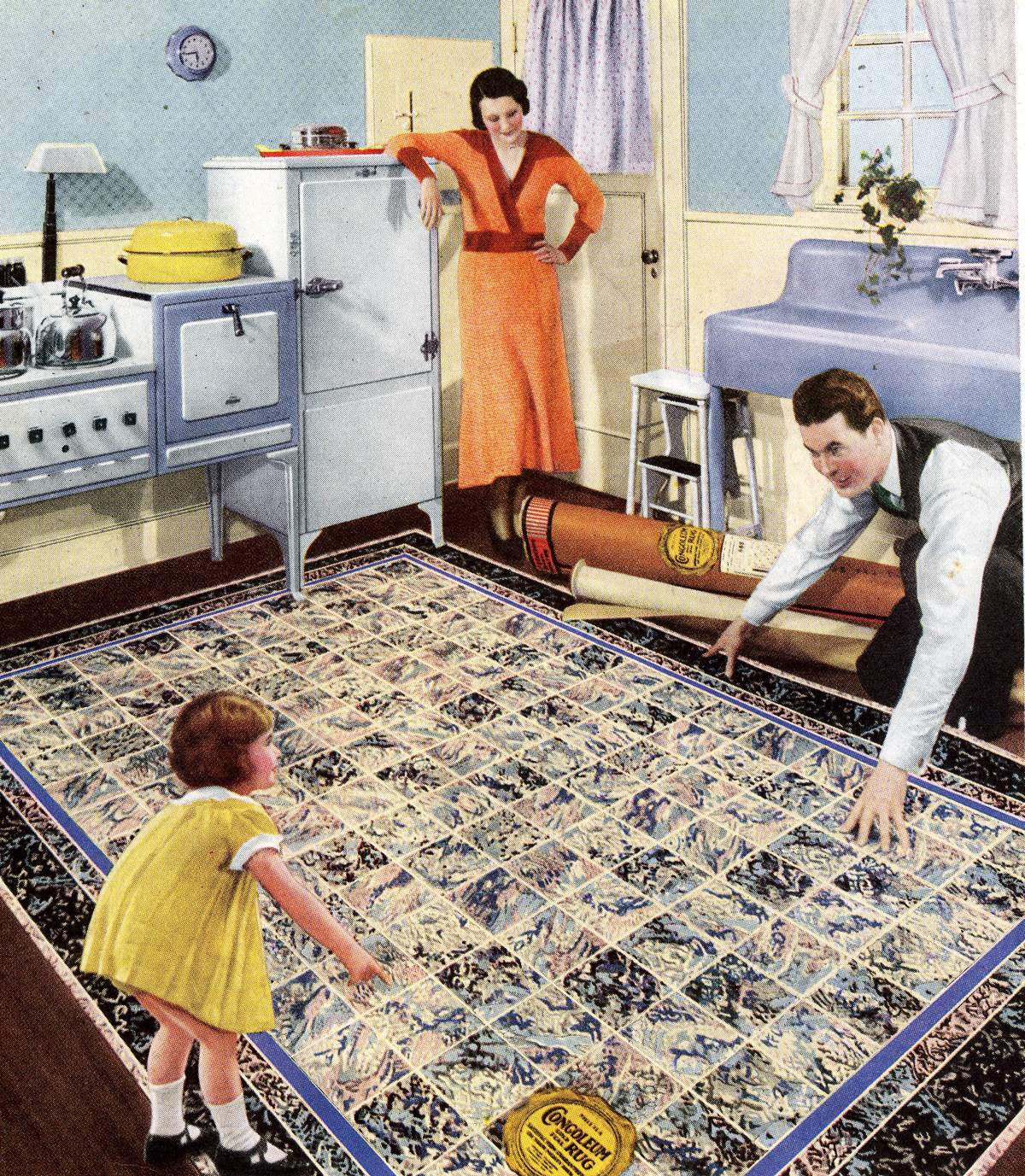
1928 – Congoleum în bucătărie (în engleză Congoleum in the kitchen) - (Ultima coperta din spate a revistei Country Gentleman (din 1928)
1928 – Steagul Afghanistanului (în 1928)